# Hrzán-palota (Óváros)

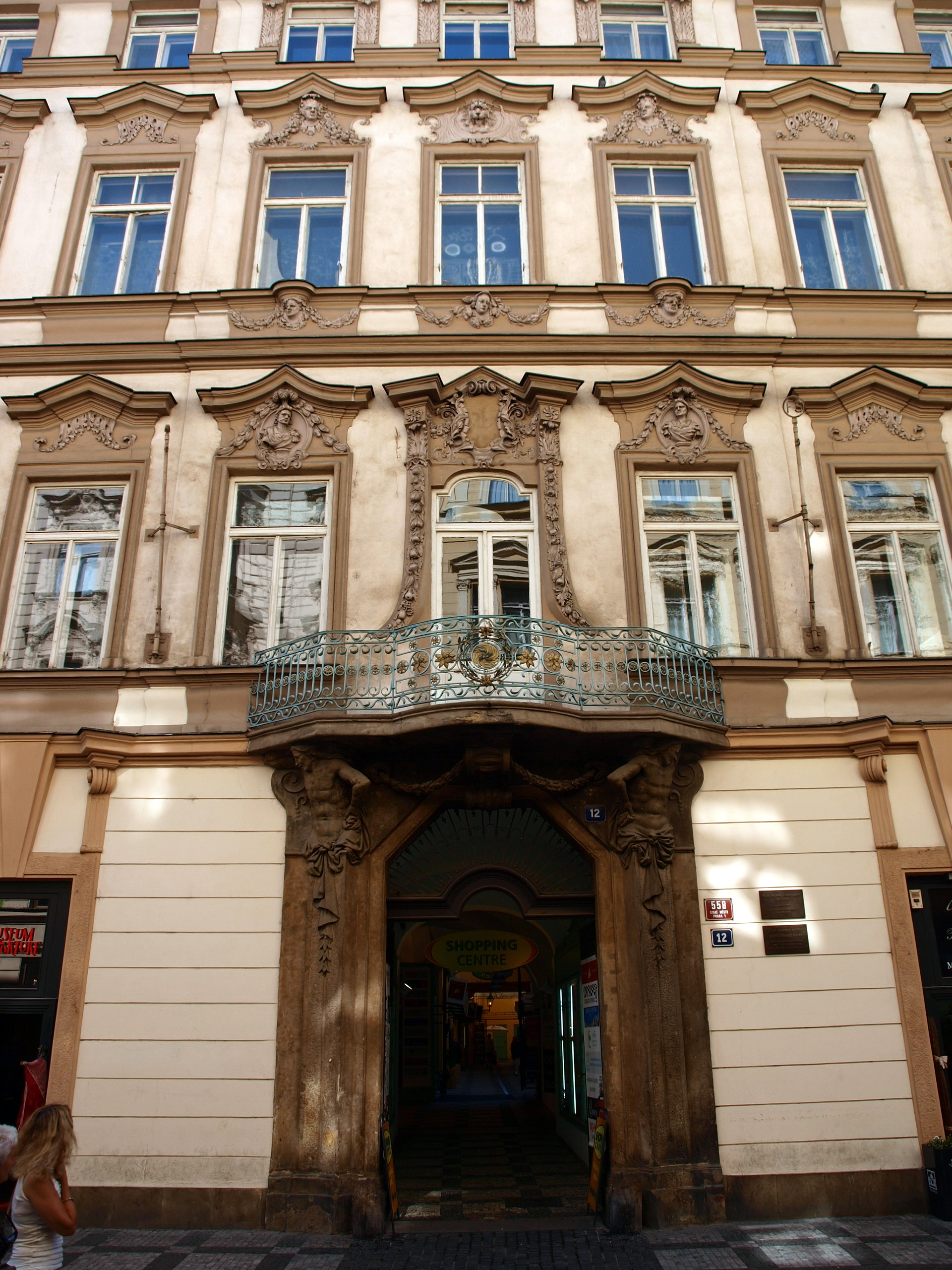
Főbejárata (a Celetná utca felől)

A Hrzán-palota (Palác Hrzánů z Harasova; Celetná ulica 558/12, Kamzíková 558/8) a prágai Óváros a Celetná utca építészetileg legértékesebb (Szombathy) épülete.

## Története
Jelenlegi külseje fokozatosan alakult ki. Helyén a 12. században még egy román stílusú épület állt, amit először késő gótikusra, majd A 16. században valószínűleg reneszánsz stílusúra építettek át. A fokozatos feltöltés eredményeként a román kori épület egykori földszintje most a palota pincéjének része.
1701-ben lett tulajdonosa harasovi Zikmund Valentin Hrzán gróf (1668–1726), aki a kastélyt barokk stílusban építtette újjá. Az 1702-ben megkezdett építkezés terveit minden bizonnyal Giovanni Battista Alliprandi (1665–1720) készítette el, a munkálatok azonban csak halála után, 1723 körül fejeződtek be.
A gróf halála után az épület a Kinský család (Kinští), majd a 18. század végén a Wrtba család (von Wrtba, páni z Vrtby) tulajdonába került. Utóbbiak 1801-ben (Josef Zobel tervei alapján) újabb emeletet építettek a palota udvari részére. 1839-ben a Lobkowitz család (Lobkovic) lett tulajdonos, és ők a kastély udvarán klasszicista pavilonokat építettek, később pedig bérházzá alakították a palotát. 1911-ben udvari szárnyakkal egészítették ki, az emeletek belső tereit pedig újjáépítették.

## Az épület

### Külső megjelenése
A téglalap alaprajzú háromszintes főépülethez két szárny csatlakozik. Hátsó homlokzata a Kamzíková utcára néz, és az így körbezárt udvart egy keresztirányú épületrész osztja két részre.
A Celetná utca felőli (fő)homlokzata héttengelyes. A határozott barokk stílusjegyeit megőrzött kapu két oldalán egy-egy atlaszfigura tartja a kapu fölött előreugró és egy klasszicista korláttal ellátott erkélyt. A főbejáraton juthatunk be a Hrzán-passzázsba — ez mindkét udvaron áthaladva és Kamzíkova utcai hátsó bejárathoz vezet.

## Belső terek
A pince egy részében máig megmaradt az eredeti, román kori keresztboltozat. A pince másik része későbbi, gótikus hozzáépítés.
A főépület földszintjén megmaradtak a 18. század elején épített barokk boltozatok, az emeletek helyiségeit és a 19. századi szárnyépületeket a 20. század elején teljesen átépítették.

## Nevezetességek
A homlokzaton két emléktáblát helyeztek el. Az egyik tanúsága szerint itt laktak 1906–1912 közt Franz Kafka szülei (Hermann és Julie Kafka). A másik arról értesít, hogy 1912–1939 közt itt működött František Stadler textil-nagykereskedése.

## Jelenlegi funkciója
Az épület tulajdonosa a 2020-as évek elején a Stadler-Trier Zenei Alapítvány. 2022 nyarán a palota több helyiségét is felhasználva, egyedi szcenárióban A Mester és Margarita történetét adta itt elő a Tygr v tísni (Tigris a pácban) színtársulat.

## Fordítás
- Ez a szócikk részben vagy egészben  a   Hrzánský palác című cseh Wikipédia-szócikk ezen változatának fordításán alapul.  Az eredeti cikk szerkesztőit annak laptörténete sorolja fel. Ez a jelzés csupán a megfogalmazás eredetét és a szerzői jogokat jelzi, nem szolgál a cikkben szereplő információk forrásmegjelöléseként.